# Krasnočetajskij rajon
Il Krasnočetajskij rajon (in russo Красночетайский район?; in lingua ciuvascia: Хĕрлĕ Чутай районĕ) è un rajon della Repubblica Ciuvascia, nella Russia europea; il capoluogo è il villaggio di Krasnye Četai. Istituito il 5 settembre 1927, ricopre una superficie di 691,56 chilometri quadrati e ospita una popolazione di 14 133 abitanti. Il rajon è suddiviso in 10 insediamenti rurali. Il fiume principale del territorio è la Sura.